# Schlacht von Dujaila
Landung bei Fao –
Basra –
al-Qurna –
Shaiba –
Ktesiphon –
Belagerung von Kut –
Scheich Saad –
Wadi –
Hanna –
Dujaila –
Kut II –
Bagdad –
Samarra –
Ramadi –
Sharqat
Die Schlacht von Dujaila (türkisch: Sâbis Muharebesi) wurde am 8. März 1916 zwischen britisch-indischen und osmanischen Truppen ausgetragen.
Die Schlacht war ein britischer Versuch, die in der Belagerung von Kut eingeschlossenen Truppen unter Charles Vere Ferrers Townshend zu entlasten.

## Vorgeschichte

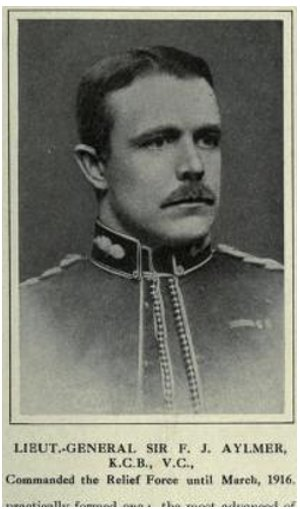
Fenton Aylmer

Nachdem der erste Versuch, die in Kut eingeschlossenen Truppen zu befreien, gescheitert war, wagte Fenton Aylmer erneut einen Versuch, die Osmanen zu besiegen und den belagerten Truppen zu Hilfe zu kommen.
Obwohl er von neuen Soldaten, die eigentlich die Westfront verstärkten sollten, unterstützt wurde, dachte er immer noch pessimistisch über seine Chancen für eine erfolgreiche Befreiung Townshend und seiner Männer.
Nach dem Rückschlag bei der Schlacht von Hanna vertrat er die Meinung, dass die Hilfsoperation abgebrochen werden sollte.
Allerdings war das Oberkommando fest entschlossen, Townshend aus der Belagerung zu befreien.
Daraufhin plante Aylmer einen Angriff auf das von 25.000 Osmanen gehaltene Dujaila.
Der Plan sah vor, dass Aylmer mit seinen Männern die Osmanen von vorne attackiert, während Townshend den Türken in den Rücken fallen sollte.
Der Angriff wurde vom 6. März, aufgrund starker Regenfälle, auf den 8. März verlegt.

## Schlacht
Aylmer teilte seine Truppen auf.
Ein Teil wurde von Generalmajor George V. Kemball und der andere Teil von Generalmajor Henry D’Urban Keary angeführt.
Die Soldaten unter Kemball griffen die Türken am 8. März um 10 Uhr an, wurden aber schon mittags gestoppt.
Der getrennte Teil unter Keary, der separat handeln sollte, begann daraufhin einen zweiten Angriff.
Doch verpasste dieser die Chance auf einen Durchbruch, als die osmanischen Stellungen am schwächsten waren, und wurde ebenfalls zurückgeschlagen.
Als Townshend von den fehlgeschlagenen Angriffen erfuhr, entschied er, seine Truppen zurückzuziehen und keinen Angriff zu wagen.
Dadurch musste Aylmer seinen Versuch abbrechen.

## Folgen
Die Briten verloren etwa 3.500 Soldaten ohne Geländegewinn verzeichnen zu können, während die Osmanen nur etwa ein Drittel der britischen Verluste hinnehmen mussten.